# Wudao Yingzi
Wudao Yingzi (kinesiska: 五道营子满族乡, 五道营子) är en socken i Kina. Den ligger i provinsen Hebei, i den norra delen av landet, omkring 120 kilometer norr om huvudstaden Peking. Antalet invånare är 3 822. Befolkningen består av 1 794 kvinnor och 2 028 män. Barn under 15 år utgör 15,0 %, vuxna 15-64 år 71 %, och äldre över 65 år 13,0 %.
Genomsnittlig årsnederbörd är 693 millimeter. Den regnigaste månaden är juli, med i genomsnitt 184 mm nederbörd, och den torraste är januari, med 3 mm nederbörd.